# Oasis Skyway Garden Hotel
Oasis Skyway Garden Hotel es un rascacielos situado en el 15 Dapu Road, Luwan, Shanghái, 200023, China. Tiene 226 m de altura, tiene 52 plantas y fue completado en 2007. Contiene 454 habitaciones de hotel y 239 apartamentos con servicios. Alberga el Pullman Shanghai Skyway Hotel.